# Grad Podpeč
Grad Podpeč (nemško Gallenstein) je stal v naselju Podpeč pod Skalo v občini Litija. Danes je ruševina.

## Zgodovina
Grad Podpeč je v pisnih virih prvič omenjen leta 1300 kot Gallenstayn. Po Milku Kosu naj bi grad stal že pred letom 1248. Gotovo ga je zgradil eden od sinov Konrada Galla iz gradu Gamberk, in nadaljeval rod Gallov imenovan Gallenštajnski ali Podpeških, na izvornem gradu pa se nadaljuje nova veja imenovana Gallenbergi. Med letoma 1388 in 1390 je bil lastnik gradu Podpeč Henrik Gall pl. Gallenštajnski. Ta je leta 1390 ustanovil beneficij Sv. Pavla na Podpeči, patronatsko pravico so ohranili Galli, potrditev kaplanov pa je predal duhovniku v Trebnjem.
V 16. stoletju naj bi grad uničili Turki. Lastniki so postali sorodniki Gallenbergi. Jošt III. z gradu Podpeč je bil od leta 1558 do smrti 1. oktobra 1566 deželni oskrbnik Kranjske. Leta 1570 se omenja kot lastnik Janez pl. Gallenberg, ki mu je sledil Jošt Jakob in leta 1607 njegov sin Janez Adam, ki je bil lastnik vsaj še do leta 1619. Nato je gospostvo podedoval sin grof Janez Friderik in po 1687 njegov sin grof Danijel.  Pred letom 1743 je bila lastnica Ana Cecilija baronica Apfaltrer, saj je posest takrat prodala Francu Bernardu grofu Lambergu. Leta 1759 je bila v lasti Marije Agneze Piccardi.  V sedemdesetih letih 18. stoletja je bil lastnik Michelangelo I. Zois pl. Edelstein. Ta je h gospostvu Podpeč pridružil gospostvi Gabrje in Kompolje pri Muljavi.  Michelangelo je 1773 gospostvo izročil sinu Jožefu baronu Zoisu. Tega leta je posest sestavljala 131 kmetij. Barona Jožefa je z dedovanjem leta 1817 nasledi Karel baron Zois, ki posest 1820 proda Janezu pl. Lehmannu in njegovi ženi Alojziji, rojeni Zois. Lehmanna leta 1832 nasledijo štirje sinovi in posest se razdeli na več deležev. Leta 1850 so posestvo prodali Karlu grofu Paceju, ki je najprej leta 1860 prodal Kompolje pri Muljavi Henriku pl. Conrathenu, Podpeč in Gabrje pa leta 1864 trgovcu in tovarnarju iz Dresdna Frideriku Albertu Hüngstu. Nato v naslednjih letih preide posest v roke družini baronov Humboldt, ki ga leta 1872 ponovno proda grofu Paceju. Tega so nasledile njegove hčere in v njihovih rokah je bila posest še leta 1916.